# 스트레칭

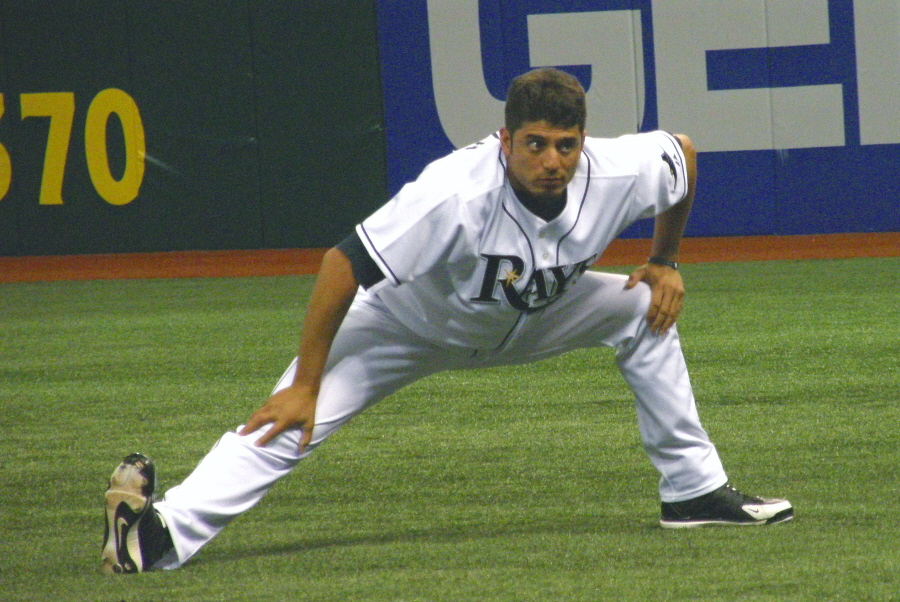
스트레칭하는 맷 가자

스트레칭(영어: stretching)은 특정 근육 및 힘줄이나 골격의 관절을 의도적으로 구부리거나 늘려 근육을 이완시키고 회복 탄력성(elasticity)을 향상시키는 신체 운동의 한 형태이다. 일반적으로 준비운동으로서 본 운동의 사전 운동이나 운동의 정리에서 마무리를 위해 활용된다. 또한 스포츠 및 의료 분야에서 몸의 근육과 관절을 양호한 상태로 할 목적으로 그 근육을 당기거나 늘이는 것을 말한다. 근육의 유연성(flexibility)을 높이고 관절의 가동 범위를 넓히는 것 외에도 다양한 효과가 있다.

## 개요
스트레칭이라는 말은 1960년 무렵에 미국에서 발표된 스포츠 과학 논문에 사용하기 시작했고, 1970년대 후반부터 급속하게 개념이 퍼졌다. 밥 앤더슨이 1975년 저술한《Stretching》이 저명해졌으며, 앤더슨이 제창한 정적 스트레칭은 현재 널리 이용되고 있다.
스트레칭은 정적 스트레칭 외에도 근육의 신장 · 수축을 반복하는 동적 스트레칭, 재활 기법을 도입한 PNF 스트레칭 등이 있다. 스트레칭은 운동의 워밍업, 워밍다운(쿨링 다운)에서 중요한 역할을 하고 있다.

## 체간근
체간근을 주요하게 고려하는 스트레칭은 일시적인 사전준비운동에서 뿐만아니라 등골(backbone)을 주축으로하는 지속적인 신체 교정을 위해 효과적인것으로 알려져있다. 이러한 맥락에서 근위근(proximal muscle,近位筋)의 협응능력 사용은 소뇌를 포함하는 뇌간(brainstem)의 안정적인 활동에도 긍정적인 영향을 준다고 보고된바있다.

## 고유수용성 신경근 촉진법
동적 스트레칭(Dynamic stretching)은 근육 섬유를 느슨하게하는 동시에 신체 전체의 혈류를 증가시키는 운동 기반 스트레칭이다. 표준 동적 스트레칭은 일반적으로 근육의 느리고 통제된 능동적 수축을 포함한다. 이러한 동적 스트레칭의 예는 런지이다. 동적 스트레칭의 또 다른 형태는 탄도 스트레칭으로, 운동량을 사용하여 근육이 일반적인 동작 범위를 넘어서도록 빠른 속도로 앞뒤로 바운딩하거나 스윙하는 능동 스트레칭이다.  탄도 스트레칭은 관절에 손상을 줄 수 있다.
정적 스트레칭(Static stretching)에서 가장 간단한 정적 스트레칭은 정적-수동적 스트레칭(static-passive stretches)이다. 연구 결과에 따르면 관절을 끝까지 움직이고 외부 힘을 사용하여 유지하는 것이 가능하다. 능동적 근육 수축과 수동적 외력을 모두 포함하는 고유수용성 신경근 촉진법(PNF,pro-prioceptive neuromuscular facilitation)과 같은 보다 진보된 형태의 정적 스트레칭이 개발된바있다.  PNF 스트레칭은 길항근(antagonist muscles), 작용근(agonist muscles), 또는 둘 다 (CRAC)를 사용한다.

## 같이 보기
- 코어근육운동
- 유산소 운동
- 기지개